# Challenger Salinas 1996
Il Challenger Salinas 1996 è stato un torneo di tennis facente parte della categoria ATP Challenger Series nell'ambito dell'ATP Challenger Series 1996. Il torneo si è giocato a Salinas in Ecuador dal 26 febbraio al 3 marzo 1996 su campi in cemento.

## Vincitori

### Singolare
Oscar Martinez Dieguez ha battuto in finale  Luis Morejon con il punteggio di 6–2, 6–7, 6–3

### Doppio
Juan-Carlos Bianchi /  Claude N'goran hanno battuto in finale  Daniel Orsanic /  Laurence Tieleman con il punteggio di 7–5, 6–4